# MEG 52 und 53
Die schmalspurigen (1000 mm) Tenderlokomotiven MEG 52–53 der Mittelbadischen Eisenbahnen (MEG) waren Dampflokomotiven, die ursprünglich für die Strassburger Strassenbahn-Gesellschaft speziell für den innerstädtischen Betrieb von der Lokomotivfabrik Borsig 1908 gebaut wurden. Die Lokomotiven standen bis zum Ende der 1950er Jahre in Betrieb und wurde dann ausgemustert sowie verschrottet.

## Geschichte
Als Nachfolge und Ergänzung der MEG 41–49 wurden diese Lokomotiven von Borsig beschafft. Diese Lokomotiven besaßen wegen des Stadtverkehrs und der damals vorherrschenden Pferdefuhrwerke äußere Triebwerksverkleidungen, die später, als das Automobil im Stadtverkehr Vorrang bekam, wieder abgebaut wurden.
Sie waren zuerst bei der Strassburger Strassenbahn-Gesellschaft im Einsatz, nach der Elektrifizierung der Strecken kamen die Fahrzeuge zur MEG und waren mehrere Jahrzehnte im Einsatz. Die Nummer 52 wurde 1954 verschrottet.
Nach einem Bruch des linken vorderen Zylinderdeckels musste die 53 außer Dienst gestellt werden. Durch die inzwischen erfolgte Verdieselung war sie entbehrlich und wurde 1959 im Betriebswerk Schwarzach verschrottet.

## Konstruktion
Die Lokomotiven mit Innenrahmen besaßen außen angeordnete Zylinder und Stangen, was für die Wartung Vorteile brachte. Die vorderen und hinteren Teil des Rahmens waren weit herabgezogen und übernahm die Funktion eines Bahnräumers. Sie waren mit Heusinger-Steuerung ausgerüstet. Die seitlichen Wasserkästen schlossen bündig an das Führerhaus an und reichten vorn bis zur Mitte der ersten Achse. Beide Lokomotiven besaßen die Mittelpufferkupplung mit darunter liegenden Zughaken.